# Юлиано, Антонио
Анто́нио Юлиа́но (итал. Antonio Juliano; 26 декабря 1942, Неаполь — 13 декабря 2023, Неаполь) — итальянский футболист, полузащитник. Выступал за «Наполи» и «Болонью». Чемпион Европы 1968. Являлся рекордсменом «Наполи» по количеству проведённых игр. На его счету 502 матча во всех турнирах.

## Карьера

### Клубная
Юлиано начинал футбольную карьеру в «Наполи» из своего родного города. Сначала он играл за молодёжную команду, а затем стал игроком основы. В 1962 году Антонио дебютировал в Серии A. Играл он в команде до 1978 года, за это время став дважды серебряным призёром чемпионата Италии, дважды обладателем Кубка Италии и дважды финалистом, победителем Кубка Альп и Англо-итальянского Кубка Лиги. После этого он отправился завершать карьеру в «Болонью».

### Международная
В сборной Антонио Юлиано дебютировал в 1966 году. В том же году ездил на чемпионат мира, но не сыграл там ни одного матча. Через два года стал победителем чемпионата Европы. Позже был в составе команды на чемпионатах мира 1970 и 1974 годов, но сыграл лишь в одном матче, в финале против Бразилии. Завершил карьеру в сборной в 1974 году, всего за национальную команду он сыграл 18 матчей.

### После футбола
После завершения карьеры игрока Юлиано остался работать в «Наполи» менеджером. Главным его достижением в этом качестве является сделка по переходу в клуб Диего Марадоны.
13 декабря 2023 года скончался в возрасте 80 лет.

## Достижения
- Победитель чемпионата Европы: 1968
- Серебряный призёр чемпионата Мира: 1970
- Серебряный призёр чемпионата Италии: 1967/68, 1974/75
- Обладатель Кубка Италии: 1961/1962, 1975/1976
- Финалист Кубка Италии: 1971/1972, 1977/1978
- Обладатель Кубка Альп: 1966
- Обладатель Англо-итальянского Кубка Лиги: 1976